# Doobedood’ndoobe, Doobedood’ndoobe, Doobedood’ndoo
«Doobedood’ndoobe, Doobedood’ndoobe, Doobedood’ndoo» — песня, записанная американской певицей Дайаной Росс для её второго студийного альбома Everything Is Everything 1970 года. Автором и продюсером выступил Дик Ричардс. 
Песня была выпущена в качестве второго сингла с альбома в 1972 году в странах Европы, Азии и Океании. Однако она не получила большого коммерческого успеха, разве что попала в британский UK Singles Chart — пиковая 12-я строчка и 9 недель в чарте.

## Отзывы критиков
Рецензент издания Sounds заявил, что при первом прослушивании можно подумать, «будто Мэри Поппинс жива, или играет припев из „Strangers in the Night“». Также он отметил вокал Росс — «хриплый, бодрый и прямой», в целом же он охарактеризовал песню как «продуманную» и «очень коммерческую».

## Список композиций
7" сингл
A. «Doobedood’ndoobe, Doobedood’ndoobe, Doobedood’ndoo» — 4:51
B. «Keep an Eye» — 3:13

## Чарты
| Чарт (1972)                     | Высшая позиция |
| ------------------------------- | -------------- |
| Великобритания (OCC UK Singles) | 12             |